# Wernrode

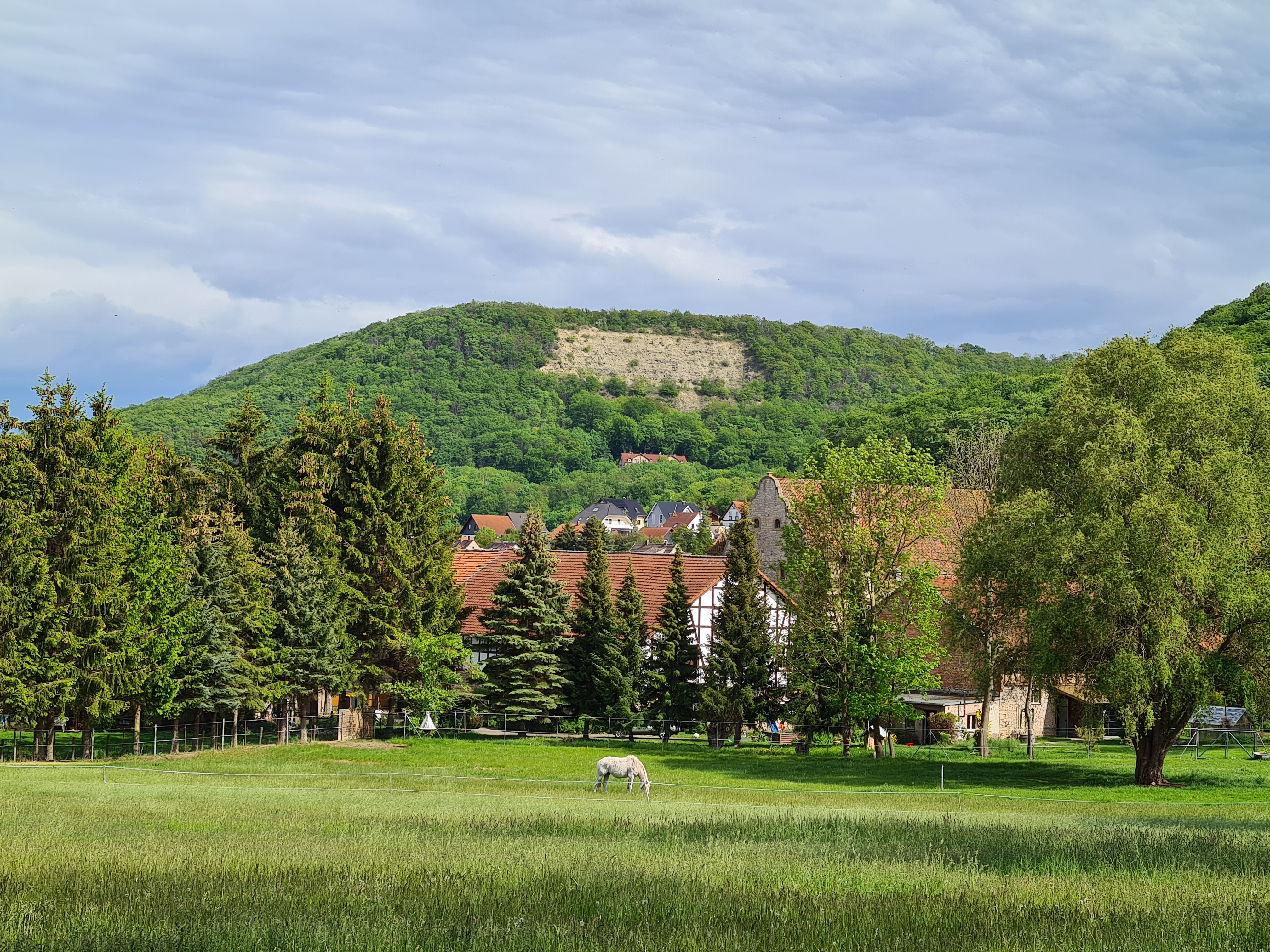
Wernrode mit Renaissance Schloss und Berg Feuerkuppe

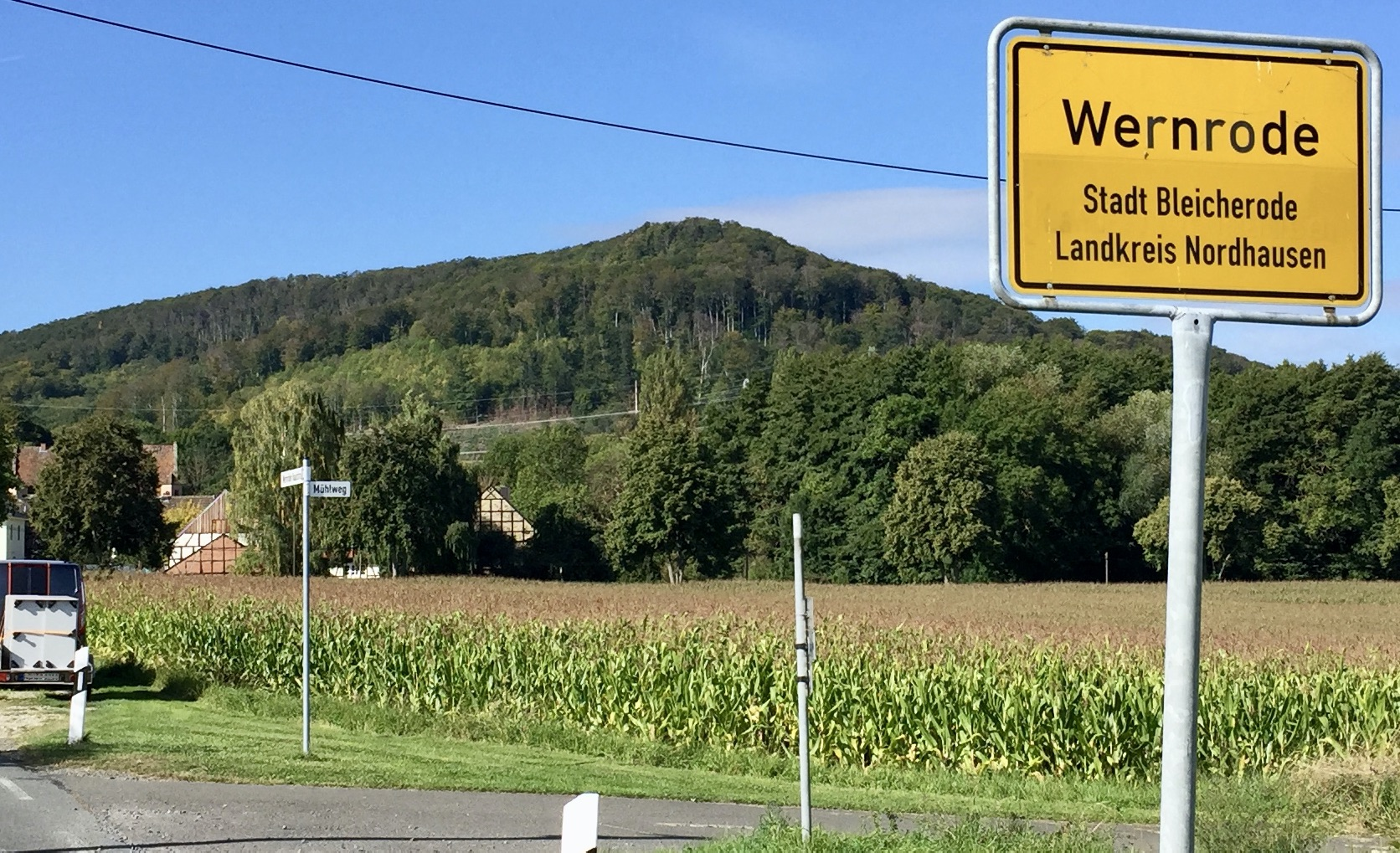
Blick auf den Zengenberg

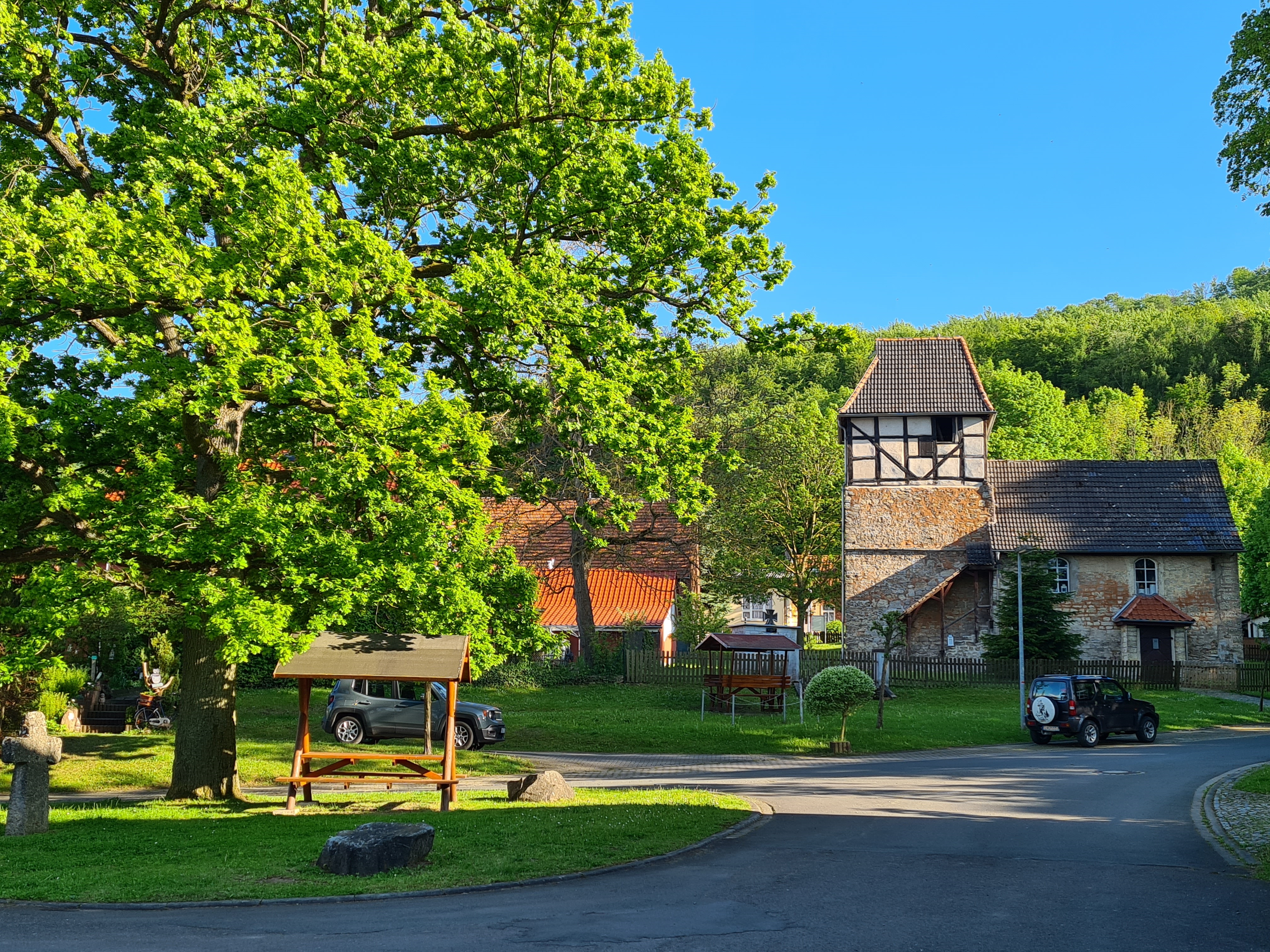
Blick vom Schloss auf die Kirche Wernrode und die Friedenseiche

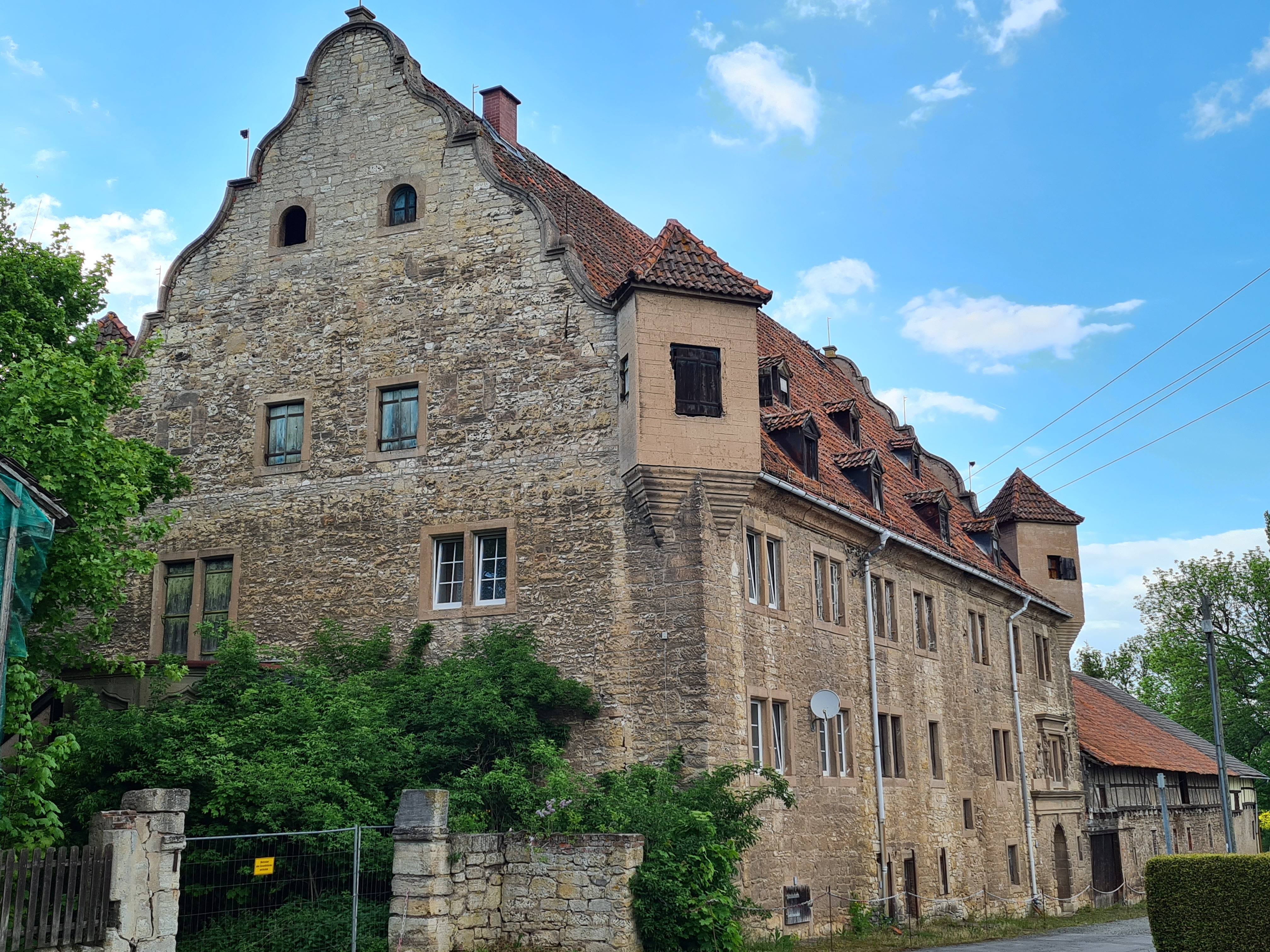
Schloss Wernrode

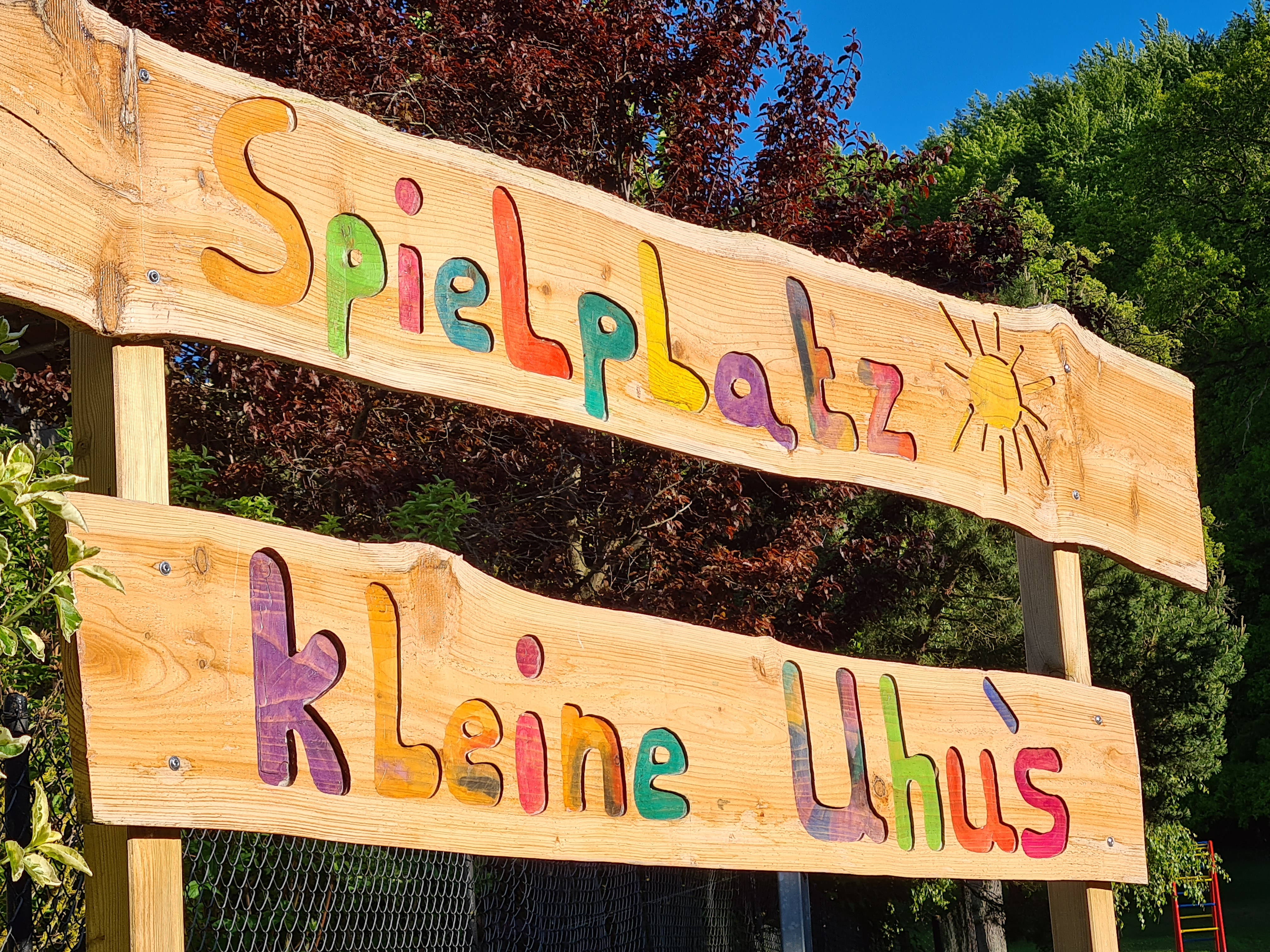
Schild am Eingang des Spielplatzes

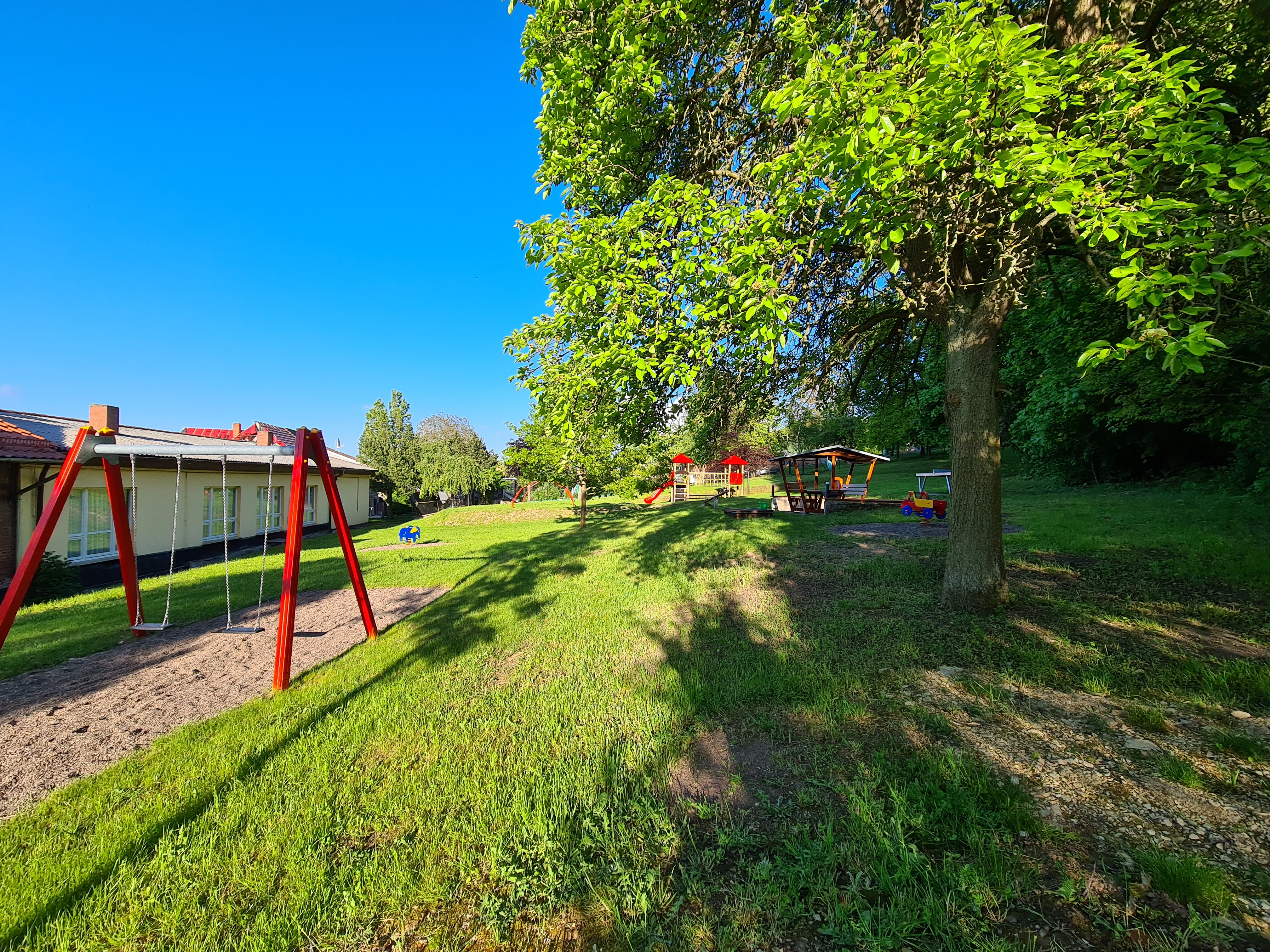
Spielplatz Wernrode „Kleine Uhu’s“ hinter dem Dorfgemeinschaftshaus

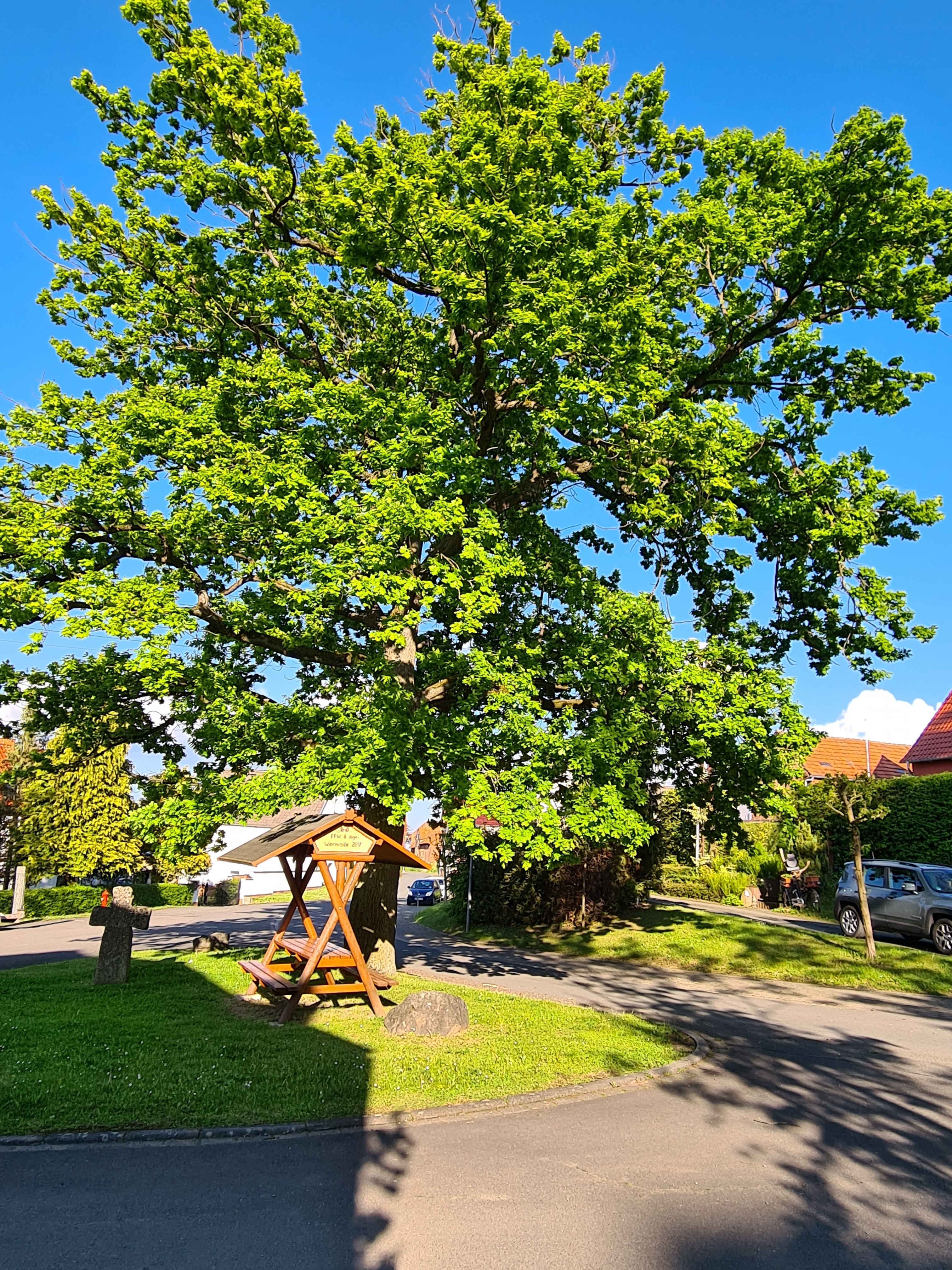
150-jährige Friedenseiche mit dem Sühnekreuz

Wernrode ist ein Ortsteil der Landgemeinde Stadt Bleicherode im Landkreis Nordhausen.

## Geografie

### Lage
Wernrode liegt zwischen Harz und Hainleite, südlich des Tals der Wipper bei Wolkramshausen und Kleinfurra. Er befindet sich zwischen Bleicherode mit den Bleicheröder Bergen und Sondershausen mit der Windleite am nördlichen Bergrücken der Hainleite unterhalb der Feuerkuppe nahe der Burg Straußberg. Durch das Dorf fließt der Wernröder Bach, der bei Kleinfurra in die Wipper mündet.

### Nachbarorte
| Bleicherode 17 km Nohra 6 km                                     | Wolkramshausen 3 km                         | Kleinfurra 4 km Rüxleben 3 km                             |
| Burgruine Zengenberg 2 km Wallburg Wöbelsburg 3 km Hainrode 4 km | Kompassrose, die auf Nachbargemeinden zeigt | Sondershausen 12 km Großfurra 6 km Hopperode Wüstung 1 km |
| Burgruine Kirchberg 1 km Kleinberndten 7 km                      | Immenrode 6 km                              | Straußberg 2 km                                           |

## Geschichte
Wernrode zählt zu den frühgenannten Orten der Südharz-Region und lag im Wippergau.

### Frühgeschichte
Auf den zu Wernrode gehörenden Flurstücken Rauchenberg und Sargberg sind erste Besiedlungen in der Spätbronze- und Früheisenzeit belegt. Die Keramikfunde legen eine Besiedlung in der jüngsten Urnenfelderzeit (Ha B3) um 880–800 v. Chr. sowie einen Siedlungsschwerpunkt in der späten Hallstattzeit (Ha D) um 620–450 v. Chr. bis frühen Latènezeit (LA) um 450–250 v. Chr. nahe.

### Mittelalter
Für 802 bis 817 wies Wolfgang Kahl die urkundliche Ersterwähnung von Wernroda nach. In Wernroda befand sich ein hochmittelalterlicher Herrensitz, der heute als Hochmotte im Schlosspark erkennbar ist. Der Grunddurchmesser der Hochmotte ist etwa 22 m, die Höhe 1,5 m und der obere Durchmesser 9 m. Im Süden ist ein flacher Graben von 18 m Breite zur Sicherung dieser Anlage zu erkennen.
Auf dem östlichen Teil des Zengenberges, am Nordrand der Hainleite und westlich von Wernrode, befand sich ab dem 11. Jahrhundert die Zengenburg, zur Sicherung des Ortes und von Wolkramshausen. Außerdem kontrollierte und sicherte man mit der Befestigung den Handelsweg über die Hainleite. Die Hochfläche der Burg ist noch durch einen zwei Meter breiten Wall mit Graben zu erkennen.
Südwestlich des Dorfes befindet sich die Ruine der Alten Burg und der Alten Kirche, auf der im 12. und 13. Jahrhundert die Grafen von Kirchberg lebten.
Im Dorf gibt es ein Schloss (unter Denkmalschutz) aus dem 12. Jahrhundert, eine frühere Wasserburg.
Am 31. August 1271 wurden Reinhardus, Lippoldus, Wernerus et Conradus de Werenrad urkundlich erwähnt.
Am 27. Januar 1278  wurde Alexander von Werenrode als Zeuge im Walkenrieder Urkundenbuch Nummer 448 genannt.
Neun Urkunden (Nr. 577, 579, 580, 689f., 692ff., 700, 702f. und 718) des Klosters Walkenried dokumentieren in den Jahren 1296/97, dass der Adeligen Alexander von Wernrode Abt Hermann von Walkenried, für die Tötung seines Sohns durch einen Konversen, vor dem Gericht der Grafen Dietrich und Heinrich von Honstein zur Verantwortung zog. Das Gericht verurteilte Abt und Konvent zur Zahlung einer Geldbuße für den Totschlag. Im Sommer des Jahres 1296 legte der Abt Revision ein. Das sächsische Landfriedensgericht reinigte den Abt von dem Vorwurf, an dem Totschlag mitschuldig zu sein. Die Römische Kurie unter Papst Bonifatius VIII. beauftragte im März und April 1297 den Dekan von Heiligenstadt, den Streit zwischen dem Kloster Walkenried und Alexander von Wernrode zu schlichten. Der vom Mainzer Erzbischof Gerhard II. von Eppstein mit der Angelegenheit betraute Kantor der Heiligenstädter Kirche führte einen Vergleich zwischen den Streitparteien herbei.
Die kleine Saalkirche wurde Anfang des 14. Jahrhunderts aus Bruchsteinen gebaut.

### Frühe Neuzeit
Der evangelische Glaube wurde am 27. März 1556 auf einer Synode in Walkenried für die Grafschaft Hohnstein eingeführt. Damit galt die Augsburgische Konfession als Glaubensnorm für die Untertanen.
1573 wurden zwei Herren von Schiedung auf Burg und Gut genannt. Seit 1603 wohnte in dem umgebauten Renaissanceschloss die evangelische Familie von Jagemann. Johann von Jagemann war Braunschweigischer Kanzler. Ab 1661 lebten dort die Familie von Hagen und seit 1720 die Familie von Bila.

### 19. Jahrhundert

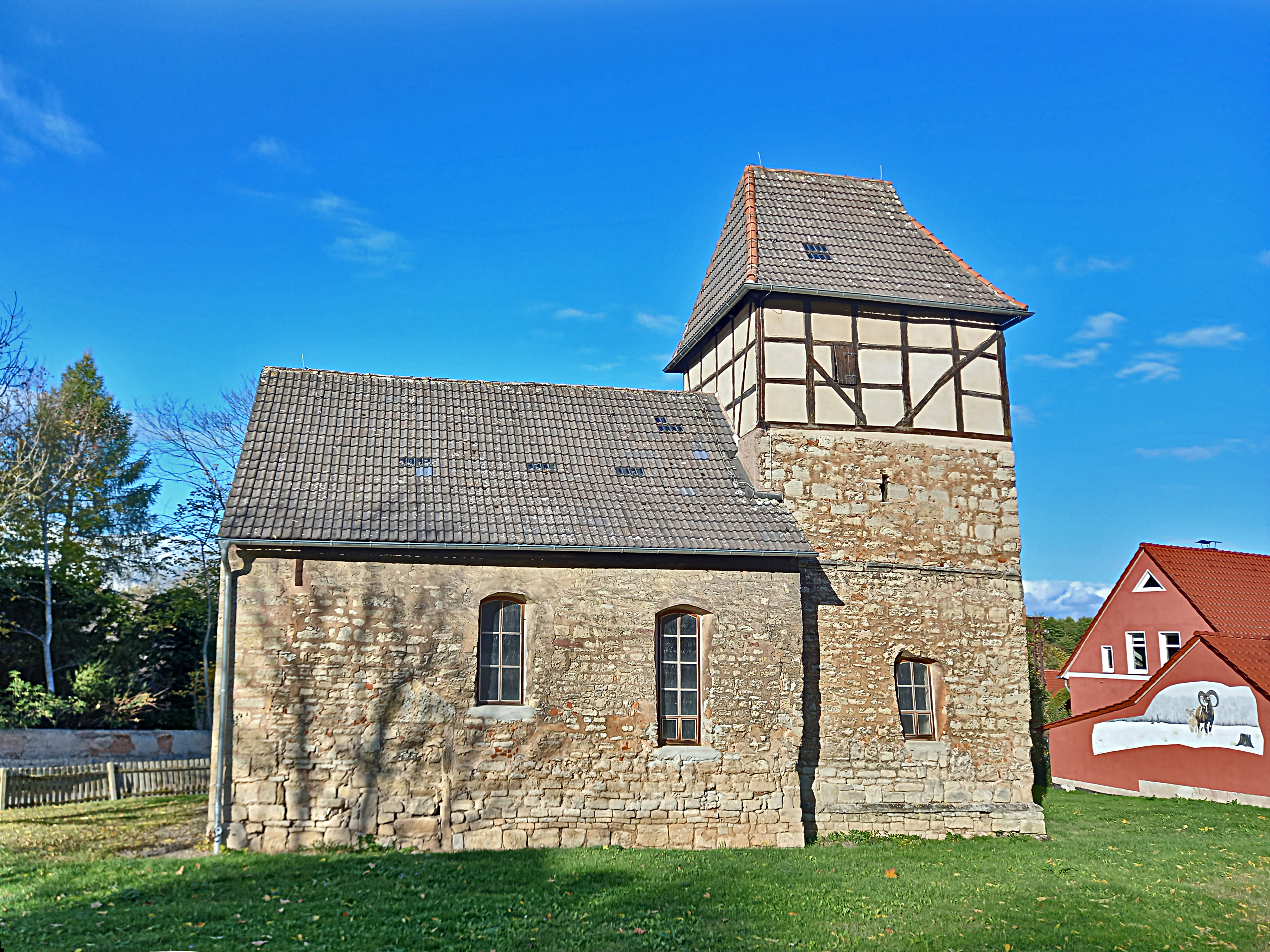
Dorfkirche

Um 1800 wurde das Schloss erweitert und ab 1855 bewohnte es die Familie von Klatte. Im 19. Jahrhundert wechselten mehrere Besitzer. Neben dem Schloss und einem Gutshaus gibt es teilweise erhaltene, auch renovierte Wirtschaftsgebäude (ebenfalls unter Denkmalschutz) mit umliegenden Ställen und Scheunen. Das Dorf hatte bis dahin einen typischen Gutsdorfcharakter, mit einem Försterhaus neben der Kirche, einer Schmiede, einer Mühle, Obstplantagen und 13 kleinen Häusern (Katen). Gottfried Gaßmann pachtete 1836 den Freihof und kaufte diesen 1842.
Am 17. August 1869 eröffnete die Bahnstrecke Wolkramshausen–Erfurt mit den Bahnhöfen Kleinfurra und Wolkramshausen.
Die Wernröder Friedenseiche wurde nach dem Deutsch-Französischen Krieg 1871 auf dem Domplatz des preußischen Gutbezirkes des Ortes durch Einwohner gepflanzt. Die Eiche verkörpert den Willen der Bürger zum Frieden, denn Kriege bringen nur Leid, Not, Elend und Verderben. Sie ist seit 1988 ein Naturdenkmal.

### 20. Jahrhundert
Anfang des 20. Jahrhunderts wurde das Schloss nochmals umgebaut und erweitert.
Eine durch die Kalibohrgesellschaft Robertshall niedergebrachte Tiefbohrung im Jahr 1900 südlich von Wernrode erreichte bei 689,7 Metern ein 67,5 Meter mächtiges Steinsalzlager.
Von 1905 bis 1925 wurde im benachbarten Ludwigshall und Immenrode-Straußberg Kalibergbau betrieben. Eine 1,6 km lange Drahtseilschwebebahn, an der Loren befördert wurden, lag von 1908 bis 1956 zwischen beiden Orten.
1913 erfolgte der Anschluss des Dorfes an das öffentliche Stromnetz.
Nach der Wirtschaftskrise 1929 wurden 1930 12 Siedler und Kleinbauern „aufgesiedelt“.
Ein Kriegerdenkmal wurde 1934 auf dem Kirchhof errichtet, zur Erinnerung an die neun Gefallenen und Vermissten des Ersten Weltkrieges.
Von 1942 bis 1945 befand sich an der Straße zwischen Kleinfurra und Straußberg, südlichen am Rasenweg (heute ein Teil der Putenmastanlage), ein Barackenkomplex mit Unterkünften und unterkellerter Küchenbaracke – ein Zwangsarbeiterlager mit 450 Franzosen, Belgiern, Flamen sowie russischen Kriegsgefangenen für die Heeresmunitionsanstalt „Muna“.
Im Zweiten Weltkrieg beklagte die kleine Gemeinde 18 Kriegsgefallene. Ab dem 11. April 1945 bezogen amerikanische Soldaten des V. US-Korps/ 2. US-Infanteriedivision die Schule als Quartier. Mit dem Besatzungswechsel ab dem 3. Juli 1945 nutzen sowjetische Soldaten die Schule als Nachtquartier.
Im Herbst 1945 wurden Arbeitskräfte der Schachtbaufirma Gebhardt & Koenig (G&K) mit Ortskenntnis im Kalibergwerk Ludwigshall dienstverpflichtet. Unter Aufsicht eines russischen Kommandanten, mussten die Einwohner von Wernrode die übrige Kriegsmunition aus der Heeresmunitionsanstalt Ludwigshall in das Kirchtal transportieren. Die Räumung war erst 1950 beendet. Die Detonationen der Sprengung erschütterten die Häuser des Dorfes und richteten Schäden an. Die Munition wurde, durch die heftigen Sprengungen, kilometerweit im Kirchtal verteilt. Durch Selbstentzündung kam es zu Waldbränden: 1949 am Mittelberg, 1952 und 1957 an der Alten Burg, sowie 1955 im Kirchtal.
Ab 1964 begann die Hauswasserversorgung des Dorfes. Bis zu dieser Zeit hatte jedes Grundstück einen pumpenbetriebenen Brunnen.
Am Sprengplatz im Kirchtal arbeiteten 1965 mehrere Einwohner. Überalterte Munition der NVA sowie alte Fliegerbomben wurden vernichtet. Heute befindet sich dort das Unternehmen Tauber Delaborierung GmbH.
Wernrode war seit 1974 ein Ortsteil der Gemeinde Wolkramshausen und wurde am 1. Januar 2019 in die Stadt Bleicherode eingemeindet.
Zwischen dem Schloss und der Kirche befindet sich ein großes, markantes Sühnekreuz auf einer Rasenfläche der Friedenseiche. Das Steinkreuz stand bis 1925 vor dem Grundstück Wernröder Hauptstraße Nr. 8, bis es ein Fuhrwerk beschädigte. Dann wurde es, beim Brückenbau, als Baumaterial verwendet. Eberhard Knappe aus Wernrode hatte es 1975, etwa 1300 m östlich des Ortes, aus 0,75 m Tiefe geborgen und sichergestellt. Nach Restaurierung im Jahr 1993, mit finanziellen Fördermitteln vom Thüringischen Landesamt für Denkmalpflege und Archäologie, wurde es 1994 unter der Friedenseiche aufgestellt.
Das Gutshaus wurde seit 1949 bis 1989 als Konsum, Kindertagesstätte, Büro des Bürgermeisters, als Arztpraxis und als Kinderferienlager „Gladys Marín“ der Handelsorganisation HO genutzt.

### 21. Jahrhundert
Seit 2015 ist die Ortschaft an das Erdgasnetz angeschlossen.
Zum Kindertag am 1. Juni 2020 wurde der Spielplatz „kleine Uhu´s“ Wernrode, hinter dem Dorfgemeinschaftshaus, fertiggestellt.
Ein Internet Breitbandnetz bis VDSL2 100.000 kbit/s und eine Basisstation für den Mobilfunkstandard LTE+ (4G) sowie 5G stehen seit November 2022 bzw. September 2023 zur Verfügung.

## Ortsbürgermeister

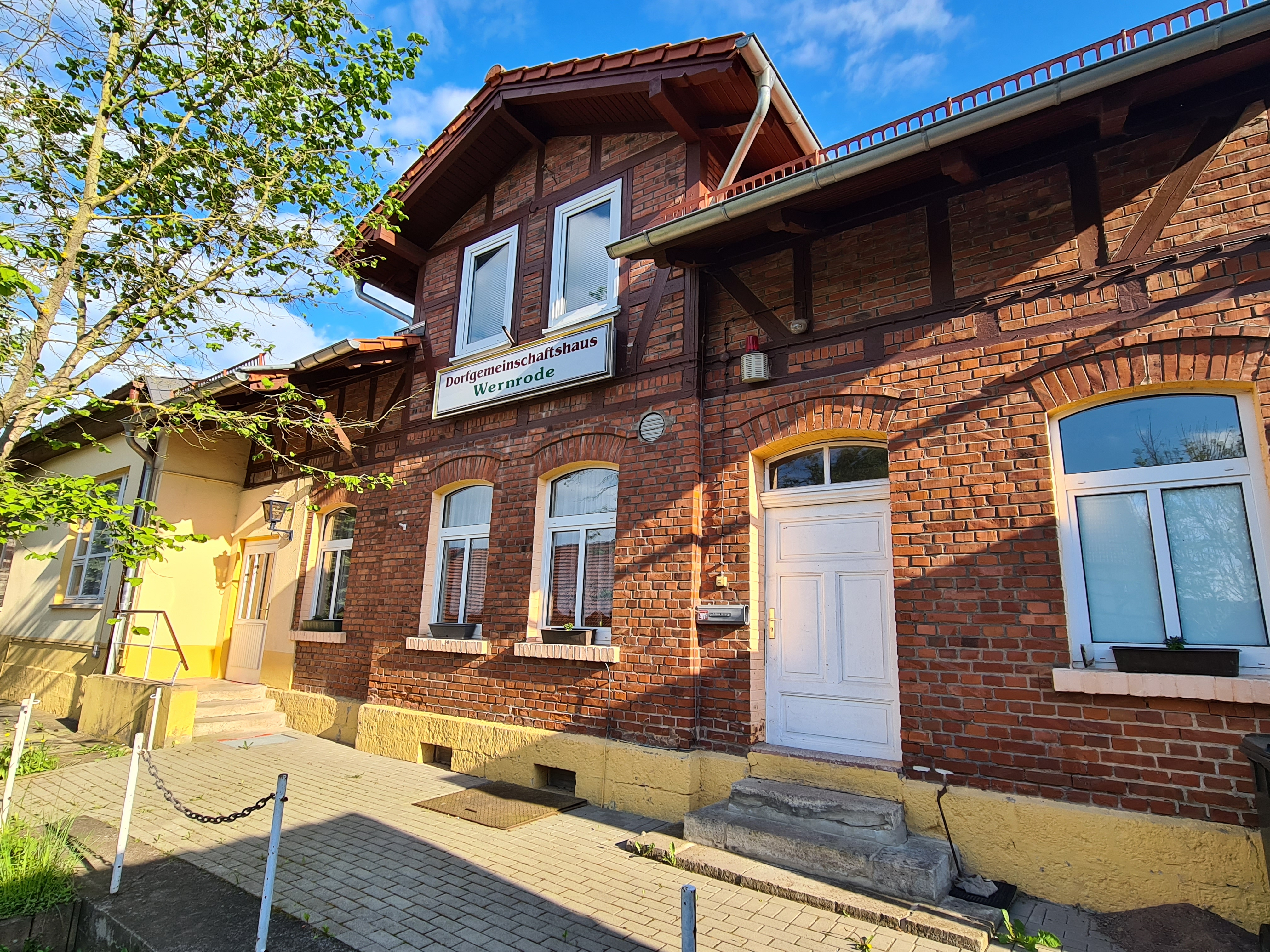
Das Gebäude der Alten Schule (bis 1968) ist heute das Büro des Ortschaftsbürgermeisters und Dorfgemeinschaftshaus.

| Jahr      | Liste der Ortsbürgermeister |
| --------- | --- |
| 1737      | Nicolaus Koch |
| 1810      | G. Koch |
| 1839–1856 | Georg Koch, mit Ortsteil Hopperode. Er erhielt das Allgemeine Ehrenzeichen vom König Friedrich Wilhelm IV.                          |
| 1877–1914 | Karl Gaßmann |
| 1928–1933 | Otto Schneider |
| 1933–1935 | Erich Schattke |
| 1936–1945 | Herr Riemann |
| 1945–1953 | Otto Schneider († 1954) |
| 1953–1956 | Fritz Fischer |
| 1956      | Karl Sandmann |
| 1956–1962 | Klaus Balzer |
| 1962      | Willy Beyer (zwischenzeitlich) |
| 1962–1972 | Günter Schirmer (geb. 9. Juli 1933; gest. 1. September 2017 in Wernrode)                                                            |
| 1972–1989 | Adalbert Thiel (Bürgermeister von Wolkramshausen mit Ortsteil Wernrode) (geb. 30. Juli 1934; gest. 2. November 2016 in Braunsbedra) |
| 1989–1994 | Bernd Gaßmann (Bürgermeister von Wolkramshausen mit Ortsteil Wernrode)                                                              |
| 1994–2016 | Wolfgang Morgenstern (Bürgermeister von Wolkramshausen mit Ortsteil Wernrode)                                                       |
| 2016–2019 | Daniel Braun (Bürgermeister von Wolkramshausen mit Ortsteil Wernrode)                                                               |
| Seit 2019 | Heiko Karthäuser (Ortschaftsbürgermeister)                                                                                          |

## Wappen
Der schwarz eingerahmte Wappenschild mit halbkreisförmig abgerundeter Spitze, auch als Spanischer Schild bezeichnet, die einem U ähnelt, ermöglicht eine besonders gute Raumaufteilung bei der Gestaltung.
In dunkelgrünen Großbuchstaben, auf hellgelben Hintergrund, schwarz eingerahmt, erscheint der Ortsname WERNRODE.
Die hellgrüne Farbe, im mittleren Teil, symbolisiert die Wälder der umliegenden Hainleite. Durch eine weiße wellenförmige Linie abgegrenzt, ist der untere Teil orange eingefärbt. Die Farbe Orange steht für die Fröhlichkeit, die Kreativität und das Miteinander der Einwohner. Die zwei gekreuzten schwarzen Beile symbolisieren Macht und Würde. Diese deuten auf die Entstehung des Ortes als Rodungssiedlung um das Jahr 800 hin. Ein silbergrauer stehender Uhu, in einer leicht nach heraldisch rechtsgekehrter Haltung, mit spitzen Ohren seitlich abgespreizt, befindet sich im Zentrum. Als Könige der Nacht bezeichnet, steht der Uhu als Symbol für Weisheit, Schutz und Treue.
Die grünen Eichenzweige bedecken den rundförmigen Wappenboden und symbolisieren die Wernröder Friedenseiche von 1871 für den Willen der Bürger nach Frieden.
Die Einwohner von Wernrode erhielten von den Nachbarorten den Spitznamen Uhus.
| Hexadezimaler Farbcode | Farbe und Verwendung                         |
| ---------------------- | -------------------------------------------- |
| #667B2C                | dunkelgrüne Großbuchstaben Ortsname WERNRODE |
| #FDD805                | hellgelber Hintergrund des Schriftzuges      |
| #86B207                | hellgrün, oberer Teilbereich                 |
| #FEB405                | orange, unterer Teilbereich                  |
| #D3D3D3                | silbergrauer Uhu                             |
| #FFFFFF                | weiße wellenförmige Linie                    |
| #000000                | schwarze Beile und Rahmen                    |

## Bildung
Die Kinder des Ortes besuchen die Kita „Märchenland“ in Wolkramshausen, die Kindertagesstätte „Wipperpiraten“ in Kleinfurra oder die Kita „Zwergenstübchen“ in Nohra.
Mit dem Bus fahren die Grundschüler zur Staatlichen Grundschule nach Nohra, die Haupt- und Realschüler zur Staatlichen Regelschule „Hainleite“ nach Wolkramshausen und die Gymnasiasten zum Staatlichen Gymnasium „Friedrich-Schiller“ nach Bleicherode.

## Vereine
- Förderverein des Feuerwehrwesens Wernrode e. V.
- Jagdgenossenschaft Wolkramshausen/Wernrode
- Männergesangsverein Wernrode (1848–1968), zuletzt unter der Leitung von Werner Schroeter

## Kultur und Sehenswürdigkeiten

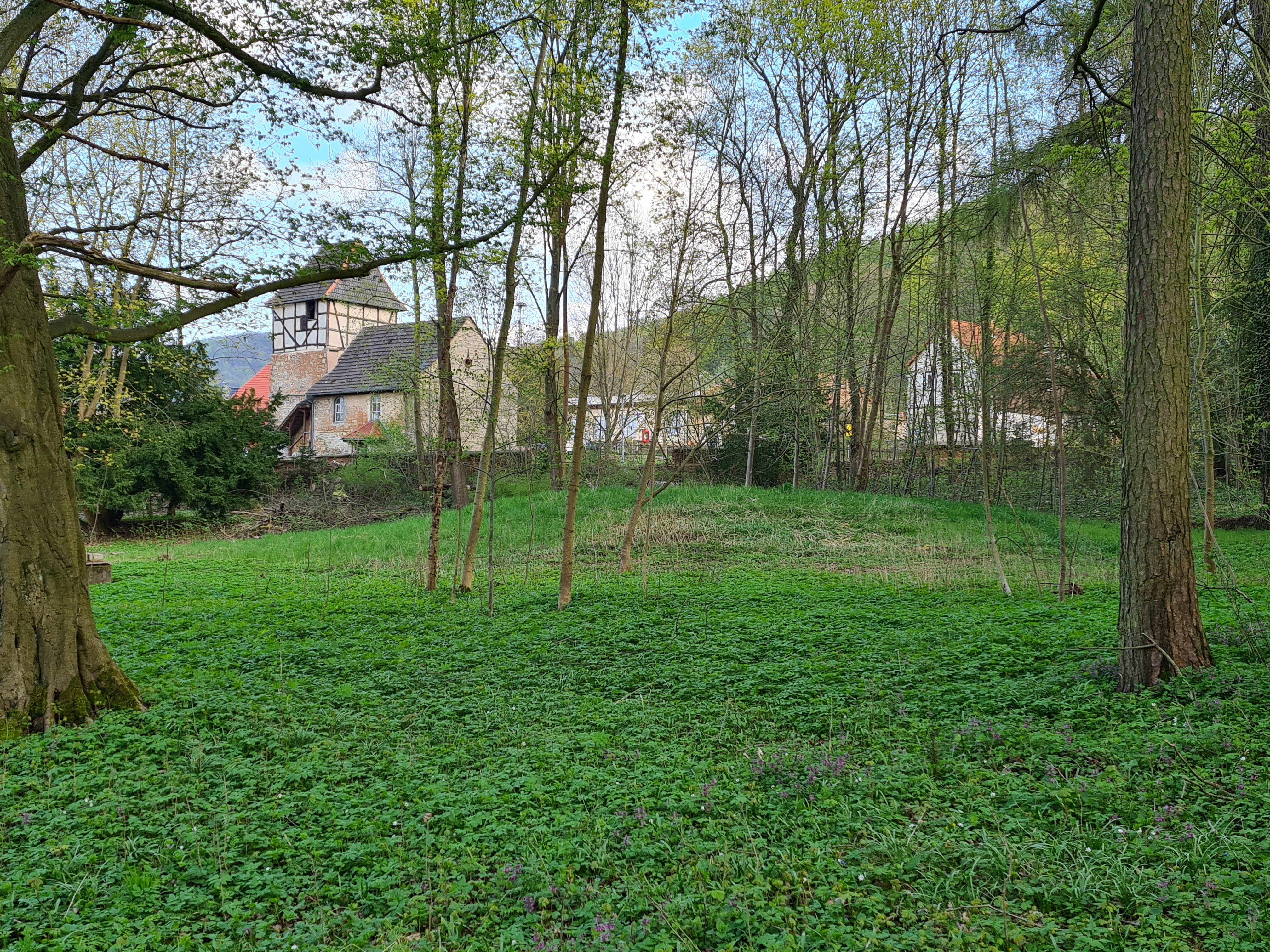
Hochmotte – ein Schuttkegel einer Turmhügelburg im Schlosspark

- Renaissance Schloss Wernrode und Schlosspark mit Gutshaus und  Hochmotte
- Kirche Wernrode
- Dorfgemeinschaftshaus mit der ehemaligen Alten Schule Wernrode
- Wernröder Friedenseiche von 1871
- KiEZ Ferienpark auf der Feuerkuppe
- Affenwald mit Sommerrodelbahn

## Traditionen

### Januar/Februar
Im Dorfgemeinschaftshaus findet zu Faschingszeit eine Veranstaltung mit Programm des Wollersleber Carneval Clubs e. V. statt.
Viele Wernröder und auswärtige Gäste verkleiden sich mit sehr ausgefallenen und fantasievollen Kostümen, in ausgelassener Stimmung bei Tanz mit DJ und Karnevalsprogramm.

### April
Zum Kohlenschlagen, seit 1940 erwähnt am Karfreitag, werden alle teilnehmenden Männer in zwei Mannschaften aufgeteilt. Diese ziehen mit Gesang und den Schlachtrufen „Gut Holz“ und „Gut Schlag“ durch Wald und Flur. Am Ende wird die Siegermannschaft und anschließend der Kohlenmeister im Weitschlag-Einzelwettbewerb ermittelt.
Zum Osterfeuer am Schafstall zum Karsamstag übernimmt der Feuerwehrverein die Absicherung sowie die Versorgung der Gäste.

### August/September
Seit 2008 findet das Eichenfest in Wernrode Ende August / Anfang September an der Wernröder Friedenseiche statt. Am Freitag wird die Friedenseiche mit Lichterketten geschmückt. Wernröder und Gäste versammeln sich am Samstag Nachmittag zum Gottesdienst unter der Dorfeiche.

### Oktober
Zur Kirmes wird am Donnerstag der Saal des Dorfgemeinschaftshauses und der Kirmeswagen geschmückt. Am Freitagabend findet die Männerkirmes bei Gesang der Burschenlieder statt.
Am Samstagmorgen in aller Frühe treffen sie die Männer des Dorfes an der Wernröder Mühle zum wickeln des Erbesbären mit Ebsenstroh. Danach beginnt der Umzug durch das Dorf. Am Nachmittag feiern die Kinder die Kinderkirmes. Am Abend treffen sich die Erwachsenen und Gäste, aus den umliegenden Ortschaften, im Dorfgemeinschaftshaus zum Kirmestanz. Um 23 Uhr beginnt die Kirmespredigt mit Grabrede.
Zu Halloween am 31. Oktober treffen sich die als Gespenster verkleiden Kinder am Nachmittag im Dorfgemeinschaftshaus. Wenn es dunkel wird, laufen die Kleinen durch das Dorf von Haus zu Haus und fordern die Bewohner auf, mit dem Spruch „Süßes, sonst gibt’s Saures“, ihnen Süßigkeiten zu geben, weil sie ihnen sonst Streiche spielen.

### November
Zum Volkstrauertag, der zwei Sonntage vor dem ersten Adventssonntag begangen wird, erfolgt eine Kranzniederlegung am Kriegerdenkmal.
Am Geburtstag von Martin Luther, dem 10. November, versammeln sich die Kinder des Dorfes mit selbst gebastelten Lampions am Feuerwehrhaus, neben dem Dorfgemeinschaftshaus zum Martinisingen. Sie ziehen, das Lied „Ich geh’ mit meiner Laterne“ singend, durch das Dorf.

### Dezember
Zum Anglühen am 1. Advent treffen sich seit 2010 die Dorfbewohner am Pavillon neben dem Schafstall oder an der Friedenseiche, um mit Glühwein, Kinderpunsch und Thüringer Rostbratwurst gemeinsam die Adventszeit zu beginnen.
Seit 2008 wird das Friedenslicht zum Weihnachtsfest in Nordhausen an die Jugendfeuerwehren des Landkreises durch den Landrat und des Bergrettungsdienstes übergeben. Die Feuerwehr Wernrode bringt das Friedenslicht zur Kirche Wernrode, wo es über die Weihnachtszeit leuchtet.
Zum Weihnachtsgottesdienst, in der festlich geschmückten Kirche, begrüßen die Jäger und der Uhugraph die Gäste im Kirchhof mit Glühwein aus dem großen Kesseltopf und Kinderpusch. Anschließend bringen die Kinder das Friedenslicht in die Kirche, begleitet durch Trompetenklänge aus dem Glockenturm. Die Jüngsten erzählen die Weihnachtsgeschichte im Krippenspiel. Vom Gemeindekirchenrat werden besinnliche Worte gesprochen und zum Abschluss singen alle das Lied „Stille Nacht, heilige Nacht“, bevor die Bescherung in den heimischen Stuben stattfindet. Einige entzünden am Friedenslicht ihre Kerzen, um den Weihnachtsfrieden in jedes Haus zu bringen.

## Persönlichkeiten

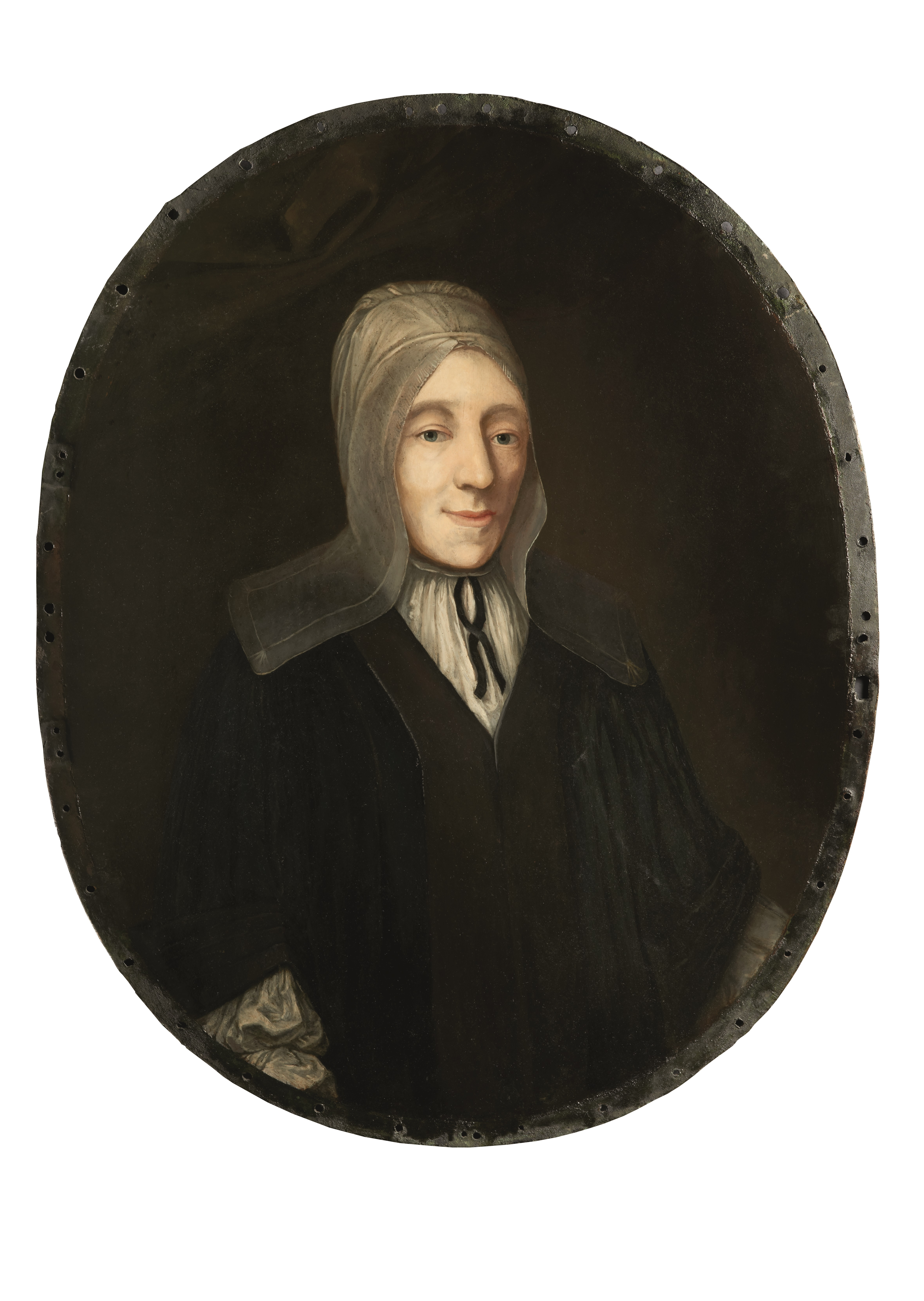
Anna Magdalena Francke, geb. von Wurmb (1670–1734)

- Friedrich von Wernrode, Propst im Zisterzienserinnenkloster Kapellendorf im Juli 1348
- Johann von Jagemann (* 27. November 1552 in Heiligenstadt; † 7. Januar 1604 in Wernrode), braunschweigischer Kanzler und Geheimrat
- Basilius Damius (* in Wernrode; † 10. September 1650 in Ellrich), 1593 Klosterschüler in Walkenried, kaiserlicher gekrönter Poet, Diakon in Bleicherode, 15. April 1627–1650 Oberpredigerstelle Ellrich
- Maximilian Eugen von Klatte (* 27. Dezember 1824 in Berlin; † 17. Mai 1893 in Wernrode), Kreisdeputierter der Deutschkonservative Partei und Hauptmann a. D.
- Anna Magdalena Francke, geb. Wurmb (* 19. November 1670 in Hopperode (Wüstung in Wernrode); † 19. März 1734 in Halle (Saale)), Pietistin, ⚭ am 4. Juni 1694 August Hermann Francke (1663–1727), evangelischer Theologe, Pädagoge und Gründer der Franckesche Stiftungen 1698, Mutter von Gotthilf August Francke[18][19]
- Hermann Krelle (* 21. Juni 1887 Wernrode; † 29. Juli 1942 Schacht Ludwigshall), Opfer der Explosion unter Tage mit 145 Toten[20]
- Fritz Soldmann (* 8. März 1878 in Lübeck; † 31. Mai 1945 in Wernrode), Politiker der USPD und SPD, Mitunterzeichner des Buchenwalder Manifests
- Alwin Gerhard Werner Schroeter[21] (* 30. Dezember 1922 in Wernrode; † 28. Juni 1992 in Nordhausen), Botaniker, Heimatforscher und Fachlehrer für Biologie[22]
- Wijnand Janssens (* 2. März 1924 in Wernrode; † 24. Mai 2008 in Münster), Künstler, Maler und Bruder des Komponisten Peter Janssens[23][24]
- Eva Gerda Schroeter, geb. Wagner[25] (geb. 10. November 1927 in Nordhausen; † 18. April 2009), Grundschullehrerin in Wernrode (1949–1968), Ehrentitel „Verdienter Lehrer des Volkes“ 1960[26], Ehrenbürgerin der Gemeinde Wolkramshausen 1995

## Wirtschaft
- Firma Tauber Delaborierung GmbH (Kampfmittelräumungsdienst Freistaat Thüringen am Sprengplatz Wernrode im Kirchtal)
- Kolmans Wernrode GbR (Aufzucht von Truthühnern)

## Einwohnerentwicklung
|  | um 1000             | Wippergau                                                                                          |
|  | 1155–1220           | Grafschaft Kirchberg                                                                               |
|  | 1220–1247           | Heiliges Römisches Reich, Grafschaft Kirchberg                                                     |
|  | 1247–1259           | Heiliges Römisches Reich, Grafschaft Schwarzburg                                                   |
|  | 1259–1320           | Heiliges Römisches Reich, Grafschaft Lohra                                                         |
|  | 1320–1802           | Heiliges Römisches Reich, Grafschaft Hohnstein                                                     |
|  | 1802–1807           | Königreich Preußen, Grafschaft Hohnstein                                                           |
|  | 1807–1813           | Königreich Westphalen, Departement des Harzes, Distrikt Nordhausen, Kanton Pustleben               |
|  | 1813–1867           | Königreich Preußen, Provinz Sachsen, Regierungsbezirk Erfurt, Kreis Nordhausen                     |
|  | 1867–1871           | Norddeutscher Bund, Königreich Preußen, Provinz Sachsen, Regierungsbezirk Erfurt, Kreis Nordhausen |
|  | 1871–1882           | Deutsches Reich, Königreich Preußen, Provinz Sachsen, Regierungsbezirk Erfurt, Kreis Nordhausen    |
|  | 1882–1918           | Deutsches Reich, Königreich Preußen, Provinz Sachsen, Regierungsbezirk Erfurt                      |
|  | 1918–1945           | Deutsches Reich, Freistaat Preußen, Provinz Sachsen, Regierungsbezirk Erfurt                       |
|  | April bis Juni 1945 | Amerikanische Besatzungszone, Freistaat Preußen, Provinz Sachsen, Regierungsbezirk Erfurt          |
|  | 1945–1949           | Sowjetische Besatzungszone, Land Thüringen, Landkreis Nordhausen                                   |
|  | 1949–1952           | Deutsche Demokratische Republik, Land Thüringen, Landkreis Nordhausen                              |
|  | 1952–1990           | Deutsche Demokratische Republik, Bezirk Erfurt, Kreis Nordhausen                                   |
|  | ab 1990             | Bundesrepublik Deutschland, Freistaat Thüringen, Landkreis Nordhausen                              |

| Jahr | Einwohner | Anmerkung |
| ---- | --------- | --- |
| 1648 |           | Ende des Dreißigjährigen Krieges war die Grafschaft Hohnstein von Schweden besetzt                                                                                        |
| 1649 |           | preußische Landesregierung für die Grafschaft Hohenstein bis 1714 |
| 1714 |           | Teil der preußischen Provinz Sachsen |
| 1790 | 150       | 27 Häuser |
| 1808 | 186       | nach dem Vierten Koalitionskrieg, auch Dritter Napoleonischer Krieg |
| 1812 | 141       | 29 Häuser |
| 1837 | 194       | 28 Häuser, 38 Ställe, 1 Wassermühle |
| 1871 | 224       | 33 Häuser, 51 Familien, 109 männlich, 115 weiblich, 135 ortsgebürtige, Volkszählung vom 1. Dezember 1871, Gründung Deutsches Kaiserreich                                  |
| 1905 | 276       | Volkszählung vom 1. Dezember 1905 |
| 1907 | 316       | Kalibergbau Ludwigshall und Immenrode-Straußberg |
| 1929 | 345       | Gasthof und Fleischerei: Heinrich Müller, Bäckerei: Karl Hinze, Gemischtwaren: Karl Junge, Schmiede: Karl Brückner, Stellmacherei: Hermann Kalberlah, Zimmerei: Karl Koch |
| 1933 | 345       | 9 Kriegsgefallene im 1. Weltkrieg, 1930 Aufsiedlung des Gutes an 12 Siedler und Kleinbauern                                                                               |
| 1935 | 345       | Einwohnerbuch Kreis Grafschaft Hohenstein, Vorbereitungen für eine Munitionsanstalt der stillgelegten Schachtanlage Ludwigshall                                           |
| 1945 | 518       | 18 Kriegsgefallene im 2. Weltkrieg, Flucht und Umsiedlung, starker Zuwachs der Einwohnerzahl                                                                              |
| 1984 | 256       | neue Einfamilienhäuser: 1950 Rasenweg, 1951 Mittelweg, 1978 Wettau |
| 1995 | 283       | neue Einfamilienhäuser: 1987 Rasenweg, 1993/4 Mittelweg, Teichstraße, 1994 bis 2000 neue Wohnsiedlung Wettau und Am Waldrand mit 24 Häusern                               |
| 2021 | 220       | neue Einfamilienhäuser: 2018 Wettau, 2019 Wernröder Hauptstraße (früher Mittelweg), 2020 Am Waldrand, 2021 Wernröder Hauptstraße (Freihof)                                |
| 2022 | 220       | neue Einfamilienhäuser: 2022 Zur Alten Schmiede, 220 Einwohner (109 männlich und 111 weiblich)                                                                            |

## Alte Flurnamen
Diese alten Flurnamen wurden von Bewohnern geprägt und im örtlichen Sprachgebrauch weitergegeben. Die Flurstücke in der Gemarkung Wernrode befinden sich nördlich unterhalb der Berge der Hainleite.
| Berg der Hainleite | Flurnamen von Wernrode |
| ------------------ | --- |
| Sargberg           | Die hinterste Hufe, Hopperoder Garten, Hopperoder Wald, Hinter Hopperode, Unter Hopperode |
| Feuerkuppe         | Die mittlerste Hufe, Feuerkuppenfleck, Die vorderste Hufe |
| Gemeindeberg       | Schlufterfleck, In den Bothreisern, Rosinenköpfchen, Am Vogelherd, Der mittelster Strang, Das Bachfeld, Weinberg, Aderholds Plan, Am Waldrand, Rasenweg, Wettau, Am Schlammgraben, In der Misten |
| Rauchenberg        | Klappenfeld, Bettelmannsfleck, Krautfleck, Junkersteich |
| Kirchberg          | Kirchtal, Helbefleck |
| Zengenberg         | Kanters Handtuch, Gänseloch, drei Buchen, die Kölle, Hainröder Trift, Hetzebiel |
| Teilberg           | Breiter Rasen (Panzerwiese) |